# Denílson Pereira Neves
Denílson Pereira Neves (nascut a São Paulo, Brasil el 16 de febrer del 1988), més conegut simplement com a Denílson, és un futbolista brasiler que actualment juga de centrecampista al Brasil de Pelotas brasiler.